# Matthias Lackas
Matthias Lackas  (n. 28 noiembrie 1905, Merzig – d. 29 mai 1968, München) a fost un librar și reprezentatul unei edituri din Germania. În timpul celui de al doilea război mondial a fost directorul librăriei prin poștă Arnold. Matthias având acces la arhiva centrală de stat a fost implicat într-un scandal de corupție, cu privire la divulgarea unui secret militar. El a reușit într-un proces secret, să scape de pedeapsa cu moartea. După război a devenit un editor de succes, înființând editura Perle.